# مک لئود گنج
مک لئود گنج (به انگلیسی: McLeod Ganj) یک منطقهٔ مسکونی در هند است که در بخش کانگرا واقع شده‌است. مک لئود گنج ۱۱٬۰۰۰ نفر جمعیت دارد و ۲٬۰۸۲ متر بالاتر از سطح دریا واقع شده‌است.